# Esenbeckia nigrovillosa
Esenbeckia nigrovillosa är en tvåvingeart som beskrevs av Krober 1931. Esenbeckia nigrovillosa ingår i släktet Esenbeckia och familjen bromsar. Inga underarter finns listade i Catalogue of Life.